# Anavirga
Anavirga es un género de hongos anamórficos en la familia Vibrisseaceae. Sus especies son nativas de Europa.